# Oleksij Lukaševyč
Oleksij Lukaševyč (ukrajinsky Олексій Лукашевич, * 11. ledna 1977, Dněpropetrovsk) je ukrajinský atlet, který se specializuje na skok daleký. Je mistrem Evropy z roku 2002.
Jeho prvním mezinárodním úspěchem bylo vítězství se skoku do dálky na juniorském mistrovství světa v roce 1996. Mezi dospělými se poprvé prosadil o dva roky později vítězstvím v soutěži dálkařů na evropském halovém šampionátu ve Valencii. V olympijském finále skoku do dálky v Sydney v roce 2000 skončil čtvrtý. Největší úspěchem se pro něj stal titul mistra Evropy v roce 2002. Na dalším evropském šampionátu v roce 2006 vybojoval bronzovou medaili. Jeho osobní rekord ve skoku do dálky 827 cm pochází z roku 2000.